# Allopauropus extenuatus
Allopauropus extenuatus är en mångfotingart som beskrevs av Ulf Scheller 1982. Allopauropus extenuatus ingår i släktet småfåfotingar, och familjen fåfotingar. Inga underarter finns listade i Catalogue of Life.